# The Sound of Belgium
 (mai 2016).
 (mai 2016).
Pour plus de détails, voir Fiche technique et Distribution.
The Sound of Belgium est un film documentaire du réalisateur belge Jozef Devillé. Sorti en 2012, le film a rencontré un large succès dans de nombreux festivals de film[réf. nécessaire], ainsi qu'à la télévision en Belgique. Le propos du documentaire est de retracer la place de la « dance » en Belgique. Des orgues de Barbarie à la house et à la techno, en passant par la musique popcorn, l'EBM industriel, et la new beat.
Le film donne la parole à de nombreux disc jockeys, disquaires et producteurs qui ont façonné et diffusé cette culture musicale. Il comporte aussi de nombreux films d'archives de différentes époques. Le documentaire révèle donc la richesse du passé musical et la variété de sons conçus en Belgique tout en partant à la rencontre d'une nation.[réf. nécessaire]

## Récompenses et nominations
- 2012 : Festival international du film de Flandre-Gand
- 2012 : Red Bull Elektropolis Special Vangarm Award
- 2012 : Festival international du film documentaire d'Amsterdam
- 2013 : Ensor du meilleur documentaire
- 2014 : Magritte du cinéma (nomination)